# 2024 en France
Chronologie de la France
- 2020
- 2021
- 2022
- 2023
- 2024
- 2025
- 2026
- 2027
- 2028

Chronologie de l’Europe
- 2020
- 2021
- 2022
- 2023
- 2024
- 2025
- 2026
- 2027
- 2028

Cette page présente les faits marquants de l'année 2024 en France.

## Événements

### Janvier
- 5 janvier : à Paris, hommage national à Jacques Delors, mort le 27 décembre 2023.
- 7 janvier : à Brest, départ de l'Arkéa Ultim Challenge 2024.
- 8 janvier : démission de la Première ministre française Élisabeth Borne et de son gouvernement[1].
- 9 janvier : le Ministre de l'Éducation nationale Gabriel Attal est nommé Premier ministre français, devenant à 34 ans la personne la plus jeune ainsi que la première personne ouvertement homosexuelle à occuper ce poste[2].
- 11 janvier : le gouvernement Gabriel Attal est formé.
- 15 janvier : le cyclone Belal touche La Réunion.
- 17 janvier : alors que depuis octobre 2023 la France est touchée par plusieurs milliers de fausses alertes à la bombe visant surtout les établissements scolaires, un adolescent de 13 ans soupçonné d'en avoir déclenché plusieurs centaines d'entre-elles à lui seul est arrêté à Laval[3].
- 18 janvier : début du mouvement des agriculteurs de 2024.
- 22 janvier : 29e cérémonie des Lumières.
- 25 janvier : le Conseil constitutionnel censure 35 articles de la loi immigration[4].

### Février
- 7 février : hommage national aux victimes françaises du Hamas à Paris.
- 8 février : le gouvernement Gabriel Attal est complété.
- 9 février : 39e cérémonie des Victoires de la musique à Boulogne-Billancourt.
- 14 février  : à Paris, hommage national à Robert Badinter, mort le 9 février.
- 21 février : entrée au Panthéon de Missak Manouchian et Mélinée Manouchian et citation « Mort pour la France » des 23 membres du Groupe Manouchian dont le nom est gravé dans la crypte.
- 23 février : 49e cérémonie des César.
- 29 février : Victoires de la musique classique à Montpellier[5].

### Mars
- 4 mars : le Parlement, réuni en congrès, adopte l'inscription de « la liberté garantie à la femme d’avoir recours à une interruption volontaire de grossesse » dans l'article 34 de la Constitution[6].
- 10 mars : la tempête Monica fait huit morts dans le Gard, l'Hérault et l'Ardèche[7].
- 17 mars : élection sénatoriale partielle dans la Vienne.
- 20 mars : à Paris, hommage national à Philippe de Gaulle, mort le 13 mars.

### Avril
- 15 avril : hommage national à Maryse Condé, morte le 2 avril.

### Mai
- 3 mai : la police évacue l'école de Sciences Po Paris et ferme l'université en réponse aux manifestations étudiantes pro-palestiniennes et aux occupations de bâtiments[8].
- 6 mai : 34e cérémonie des Molières à Paris.
- 8 mai : la flamme olympique des Jeux de Paris 2024 arrive en France, à Marseille à bord du Belem.
- 13 mai : début d'émeutes en Nouvelle-Calédonie ; l'état d'urgence est déclaré le 15 mai[9].
- 14 mai : deux gardiens de prison sont tués et trois autres grièvement blessés dans une embuscade contre un fourgon pénitentiaire dans l'Eure[10].
- 14 au 25 mai : 77e édition du Festival de Cannes.
- 17 mai : incendie criminel de la synagogue de Rouen.

### Juin
- 5 au 7 juin : commémoration du 80e anniversaire du débarquement de Normandie.
- 9 juin : début d'une crise politique inédite sous la Cinquième République, déclenchée par : 
  - élections européennes (large victoire de la liste du Rassemblement national menée par Jordan Bardella),
  - dissolution de l'Assemblée nationale,
  - début des manifestations contre l'extrême-droite.
- 19 juin : en Nouvelle-Calédonie, arrestation de 8 personnes liées au mouvement indépendantiste kanak Cellule de coordination des actions de terrain, dont son chef Christian Tein ; le 22 juin, le procureur de la République annonce que ces-derniers vont être placés en détention provisoire chacun dans une prison différente de Métropole[11].
- 21 juin : en raison de très forts orages sur le Massif de l'Oisans en Isère dans la nuit, le Vénéon et le torrent des Étançons connaissent une crue si forte qu'ils détruisent le hameau de La Bérarde et isolent plusieurs autres hameaux de la zone en détruisant des ponts et des tronçons de routes et de ponts ; l'évacuation par les secours permet d'éviter des morts humaines[12],[13].
- 24 juin : inauguration et mise en service du prolongement de la Ligne 14 du métro de Paris.
- 26 juin : Le gouvernement français ordonne la dissolution de plusieurs groupes musulmans et d'extrême droite et radicaux  en raison de leur violence, de leur discrimination et de leurs discours de haine envers différentes races, les femmes et les personnes LGBTQ+[14].
- 30 juin : élections législatives anticipées (1er tour).

### Juillet
- 7 juillet : élections législatives anticipées (2d tour), le Nouveau Front populaire remporte une majorité relative de sièges.
- 16 juillet : démission du gouvernement Gabriel Attal, qui reste en fonction pour gérer les affaires courantes.
- 18 juillet :
  - sept personnes, dont trois jeunes enfants et un adolescent, sont tuées dans un incendie criminel dans un  quartier populaire de Nice[15] ;
  - Yaël Braun-Pivet est réélue présidente de l'Assemblée nationale.
  - un agent de police est grièvement blessé, aux Champs-Élysées à Paris, dans une attaque au couteau par un homme qui est abattu[16].
- 26 juillet :
  - des incendies criminels sur les infrastructures du TGV perturbent les services ferroviaires[17] ;
  - ouverture des Jeux olympiques d'été de 2024 à Paris.

### Août
- 11 août : clôture des Jeux olympiques d'été de 2024 à Paris.
- 12 au 18 août : Tour de France Femmes.
- 14 août : deux pilotes de chasse meurent dans la collision entre deux avions Rafale en Meurthe-et-Moselle[18].
- 17 août : un avion Fouga Magister effectuant un meeting aérien s'écrase en mer, au large du Lavandou, tuant le pilote[19].
- 18 août : mort de l'acteur, réalisateur du cinéma français, Alain Delon dans sa demeure de Douchy (Loiret).
- 24 août : la synagogue Beth Yaacov de La Grande-Motte, dans l'Hérault, est visée par une tentative d'incendie[20].
- 28 août : ouverture des Jeux paralympiques d'été de 2024 à Paris.

### Septembre
- 2 septembre : début du procès des viols de Mazan.
- Nuit du 2 au 3 septembre : mise en service de la centrale nucléaire de Flamanville - après 12 ans de retard - avec l'amorce de la phase de divergence de la chaîne de fission nucléaire[21],[22].
- 3 septembre : douze personnes meurent lors du naufrage d'un bateau tentant la traversée vers le Royaume-Uni,  au large de Boulogne-sur-Mer dans le Pas-de-Calais[23].
- 4 septembre :
  - réactivation de la base aérienne 921 Taverny qui redevient le quartier général des Forces aériennes stratégiques[24].
  - création du commandement des actions dans la profondeur et du renseignement (CAPR) de l'armée de terre française
  - réactivation de la 19e brigade d'artillerie de l'armée de terre française, subordonnée au CAPR[25].
- 5 septembre : Michel Barnier est nommé Premier ministre.
- 8 septembre : clôture des Jeux paralympiques d'été de 2024.
- 15 septembre : au moins huit personnes sont tuées, et dix autres sont hospitalisées, après le naufrage d'un bateau qui tentait de traverser la Manche[26].
- 21 septembre : le gouvernement Michel Barnier est formé.

### Octobre
- 1er octobre : on recense dans les prisons en France 79 631 détenus pour 62 279 places opérationnelles[27].
- 3 octobre : la chasse au trésor Sur la trace de la chouette d'or se termine, 31 ans après son lancement.
- 4 et 5 octobre : 19e Sommet de la francophonie à Villers-Cotterêts.

### Novembre
- 10 novembre : départ du 10e Vendée Globe aux Sables-d'Olonne.
- 20 novembre : l'humoriste et comédien, Pierre Palmade, est condamné à cinq ans de prison dont deux ans ferme à la suite d'un accident routier qu'il a provoqué sous emprise de drogues en 2023.

### Décembre
- 4 décembre : le gouvernement Michel Barnier est renversé par une motion de censure, c'est la première fois depuis 1962
- 7 et 8 décembre : cérémonies de réouverture de la cathédrale Notre-Dame de Paris.
- 10 décembre : consultation avec le président de la République Emmanuel Macron et les partis pour un nouveau premier ministre ; les partis LFI et RN sont exclus des négociations[28].
- 13 décembre : François Bayrou, actuel  maire de Pau et président du Mouvement démocrate (MoDem), est nommé premier ministre[29].
- 14 décembre :
  - le cyclone Chido frappe Mayotte, causant plusieurs morts et des dégâts catastrophiques ;
  - 95e élection de Miss France ;
  - l’agence de notation Moody's dégrade la note de la France au moment où un nouveau premier ministre est nommé[30].
- 18 décembre : l'ancien président de la République, Nicolas Sarkozy, est condamné à trois ans de prison dont deux avec sursis et un an sous bracelet électronique, pour corruption et trafic d'influence dans l'affaire des écoutes[31].
- 19 décembre : verdict du procès des viols de Mazan.
- 20 décembre : condamnations prononcées au procès de l'assassinat de Samuel Paty.
- 21 décembre : le réacteur EPR de Flamanville est raccordé au réseau électrique.
- 23 décembre :
  - deuil national pour les victimes du cyclone Chido à Mayotte ;
  - le gouvernement François Bayrou est formé.

## Décès
- 12 février : Danièle Hazan, actrice.
- 13 février : Alain Dorval, acteur et chef d'entreprise, également actif dans le doublage, il a été la voix de Sylvester Stallone de 1976 à 2024.
- 21 mars : Frédéric Mitterrand, ancien ministre de la Culture
- 23 mars : Daniel Beretta, chanteur et acteur, voix française d'Arnold Schwarzenegger, de 1987 à 2021.
- 6 juin : Éric Hazan, écrivain et éditeur, fondateur de la maison La Fabrique
- 11 juin : Françoise Hardy, chanteuse, auteure-compositrice-interprète
- 16 août : Jean-Pierre Bansard, chef d'entreprise et homme politique
- 18 août : Alain Delon, acteur
- 3 octobre : Michel Blanc, acteur, réalisateur et scénariste
- 21 octobre : Christine Boisson, comédienne
- 6 novembre : Madeleine Riffaud, résistante, journaliste, écrivaine
- 9 décembre : Gilles Calamand, écrivain

## Démographie
Au 1er janvier 2025, la France comptait 68.6 millions d'habitants, dont 66.4 millions en Métropole et 2.3 millions dans les Outre-Mers confondus. Ceci représente une légère hausse de +0.25% par rapport au bilan du 1er janvier 2024 (68.4 millions). Le solde naturel s’établit à +17 000 en 2024, soit le niveau le plus faible depuis la fin de la Seconde Guerre mondiale.
En 2024, 663 000 bébés sont nés en France. C’est-à-dire 2,2 % de moins qu’en 2023 et 21,5 % de moins qu’en 2010, année du dernier pic des naissances. L'indicateur conjoncturel de fécondité de 2024 était de 1.62 enfants par femme, encore moins que celui de 2023 qui était déjà historiquement bas (1.66 enfants par femmes). L'ICF de 2024 est le plus bas en France depuis la Première Guerre mondiale.
En outre, 646 000 personnes étaient décédées en France, ce qui représente une hausse de +1.1% par rapport à 2023. Cette légère hausse s'explique par l'arrivée des Baby boomers, une génération particulièrement nombreuse, à des âges de forte mortalité.
Toutefois, l'espérance de vie se stabilise à un niveau particulièrement élevé, de 85.6 ans pour les femmes et 80.0 ans pour les hommes.
En 2024, 247 000 mariages avaient été célébrés en France, soit +2% par rapport à 2023. Et 204 000 PACS conclus, ce qui correspond à -3% par rapport à 2022, mais reste un niveau élevé.